# Stridor
Stridor is een abnormaal ademgeluid veroorzaakt door de turbulente luchtstroom in een gedeeltelijk geobstrueerde of vernauwde luchtweg.
Het wordt beschouwd als een symptoom en is geen diagnose of ziekte. Stridor treedt op tijdens de inademing. Bij matige of ernstige stridor zal de ademhaling bewaakt moeten worden en wordt er vaak een bronchoscopie uitgevoerd om de oorzaak van de stridor te kunnen vaststellen.

## Mechanisme
Gas veroorzaakt normaal gezien een gelijke druk in alle richtingen maar hoe sneller een gas beweegt hoe kleiner de druk zal zijn. (Wet van Bernoulli). Wanneer een gas (lucht) door vernauwde luchtwegen moet gaat de snelheid van de luchtstroom verhogen. Daardoor verlaagt ook de druk op de laterale wanden van de luchtweg waardoor deze plots kan toeklappen en tijdelijk afgesloten kan raken. Dit proces belemmert de luchtstroom en veroorzaakt het geluid van stridor.

## Oorzaken
De meest voorkomende aandoeningen waarbij stridor kan optreden:
- Aspiratie van een vreemd lichaam, bv brok eten, ...
- Bacteriële tracheitis
- Kroep
- Allergische reactie
- Epiglottitis
- Abces ter hoogte van de keel
- Tumoren
- Stenose of vernauwing van de subglottische ruimte
- Struma

## Behandeling
De behandeling van stridor is afhankelijk van de onderliggende oorzaak. Bij ernstige stridor is het bewaken van de luchtweg de eerste prioriteit. Wanneer deze niet adequaat is moet snel gehandeld worden om een beademing op te starten, er moet dan geïntubeerd worden. Verscheidene geneesmiddelen kunnen afhankelijk van de situatie aangewend worden waaronder antibiotica, corticosteroïden en inhalatie van vernevelde adrenaline (of cocaïne).
In bepaalde gevallen zoals bijvoorbeeld bij de aspiratie van een vreemd voorwerp, stenose of tumors ter hoogte van de larynx of trachea zal een chirurgische aanpak noodzakelijk zijn. In bepaalde gevallen kan een tracheotomie de hogergelegen problemen tijdelijk bypassen.